# Notocera macquarti
Notocera macquarti är en insektsart som beskrevs av François Louis Nompar de Caumont de Laporte 1832. Notocera macquarti ingår i släktet Notocera och familjen hornstritar. Inga underarter finns listade i Catalogue of Life.